# Флаг Линёво
Флаг Линёво — основной опознавательно-правовой знак рабочего посёлка Линёво и одноимённого городского поселения Искитимского муниципального района Новосибирской области Российской Федерации (наряду с гербом).
Флаг утверждён 9 июня 2004 года и внесён в Государственный геральдический регистр Российской Федерации с присвоением регистрационного номера 1985.

## Описание
Описание флага посёлка Линёво гласит:

Флаг р. п. Линёво представляет собой прямоугольное полотнище синего цвета с горизонтальной жёлтой полосой разделённой в центре белой восьмилучевой звездой, имеющий лучи разной длины; концы жёлтой полосы в центре заострены в форме равнобедренного треугольника.— Приложение 1 к решению об утверждении флага
Ширина жёлтой полосы относится к ширине флага как 1:4, а ширина флага к длине как 2:3.
На флаге символически выражено природное, экономическое и историческое своеобразие рабочего поселка, символ составлен и употребляется в соответствии с правилами геральдики.

## Обоснование символики
Синий цвет (лазурь) — символ благополучия, мира, верности, развития, движения вперёд. На флаге рабочего посёлка Линёво символизирует красоту окружающей природы, её своеобразие, напоминает о названии посёлка.
Белый цвет (серебро) — символ веры, чистоты, искренности, благородства, преданности избранному делу.

Жёлтый цвет (золото) — символ радушия, гостеприимства, справедливости, милосердия, богатства, самостоятельности.— Приложение 1 к решению об утверждении флага
Жёлтая полоса, расторгнутая и заострённая посередине, символизирует два электрода. Совместно со звездой белого цвета (искра) они символизируют историю, как появлялся и развивался посёлок, аллегорически отражают новую жизнь, энергию, которая появилась благодаря постройке Новосибирского электродного завода, с которым имеет тесные связи история посёлка, немалый промышленный потенциал, которым обладает населённый пункт.

## История
Рабочий посёлок Линёво основан в 1965 году, статус посёлка городского типа получил в 1974 году. Собственного герба населённый пункт не имел вплоть до 2004 года.
В 2003 году было опубликовано постановление, согласно которому проводился конкурс, где должны были выбрать проект герба и флага. Инициатором стала администрация городского поселения. В 2004 году флаг был утверждён в качестве официального символа Линёво решением местного Совета депутатов в один день с гербом. По протоколу 27д внесён в Государственный геральдический регистр. Автором флага, также художником, стала Н. С. Ягодина.